# ورزشگاه مرسین
ورزشگاه مرسین (انگلیسی: Mersin Stadium) یک ورزشگاه چندمنظوره در مرسین، ترکیه است. این ورزشگاه که در سال ۲۰۱۲ افتتاح شده دارای ۲۵٬۴۹۷ نفر ظرفیت می‌باشد. مراسم افتتاحیه و اختتامیه بازی‌های مدیترانه ۲۰۱۳ در این ورزشگاه برگزار شده است.

## نگارخانه

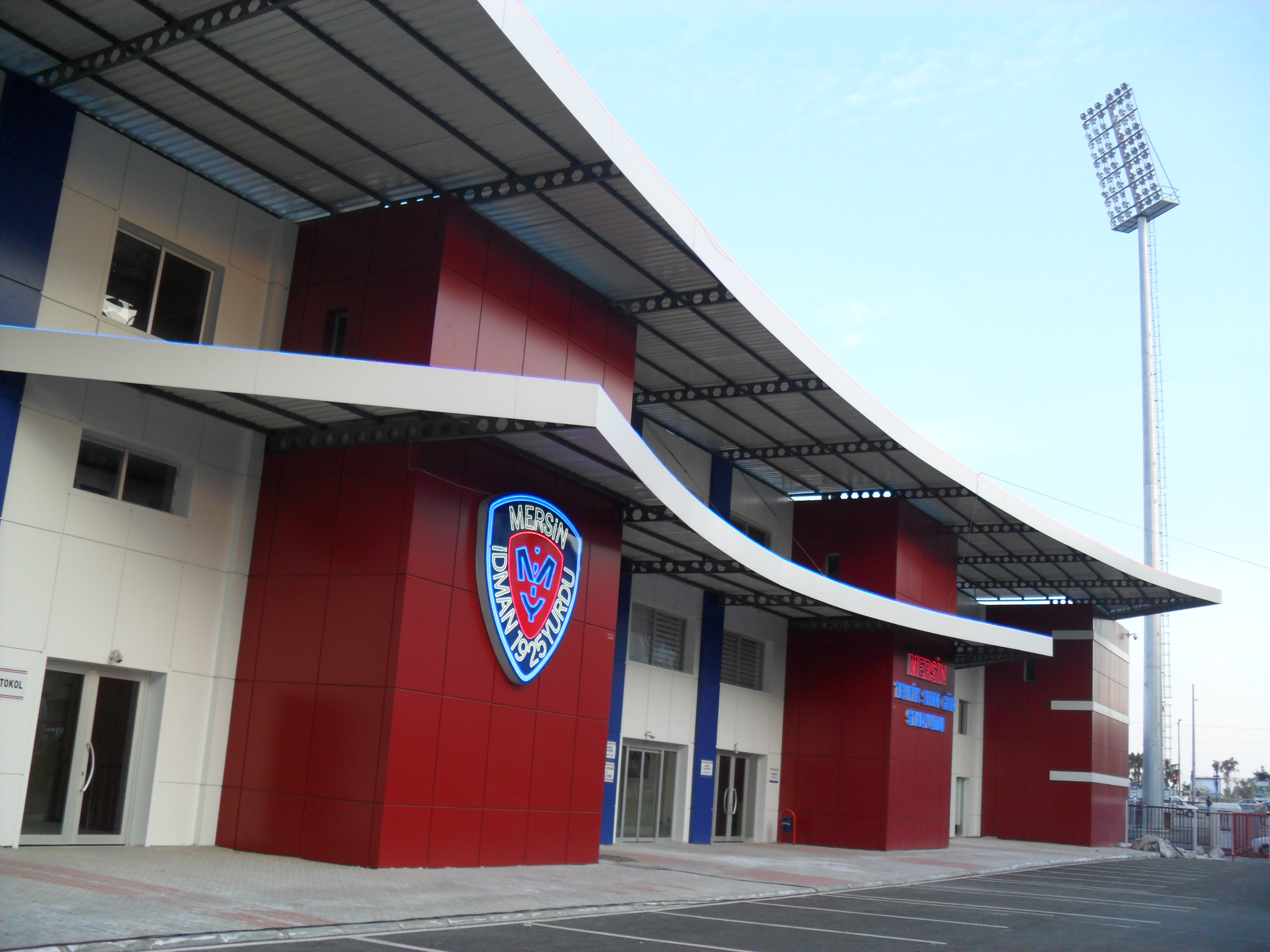
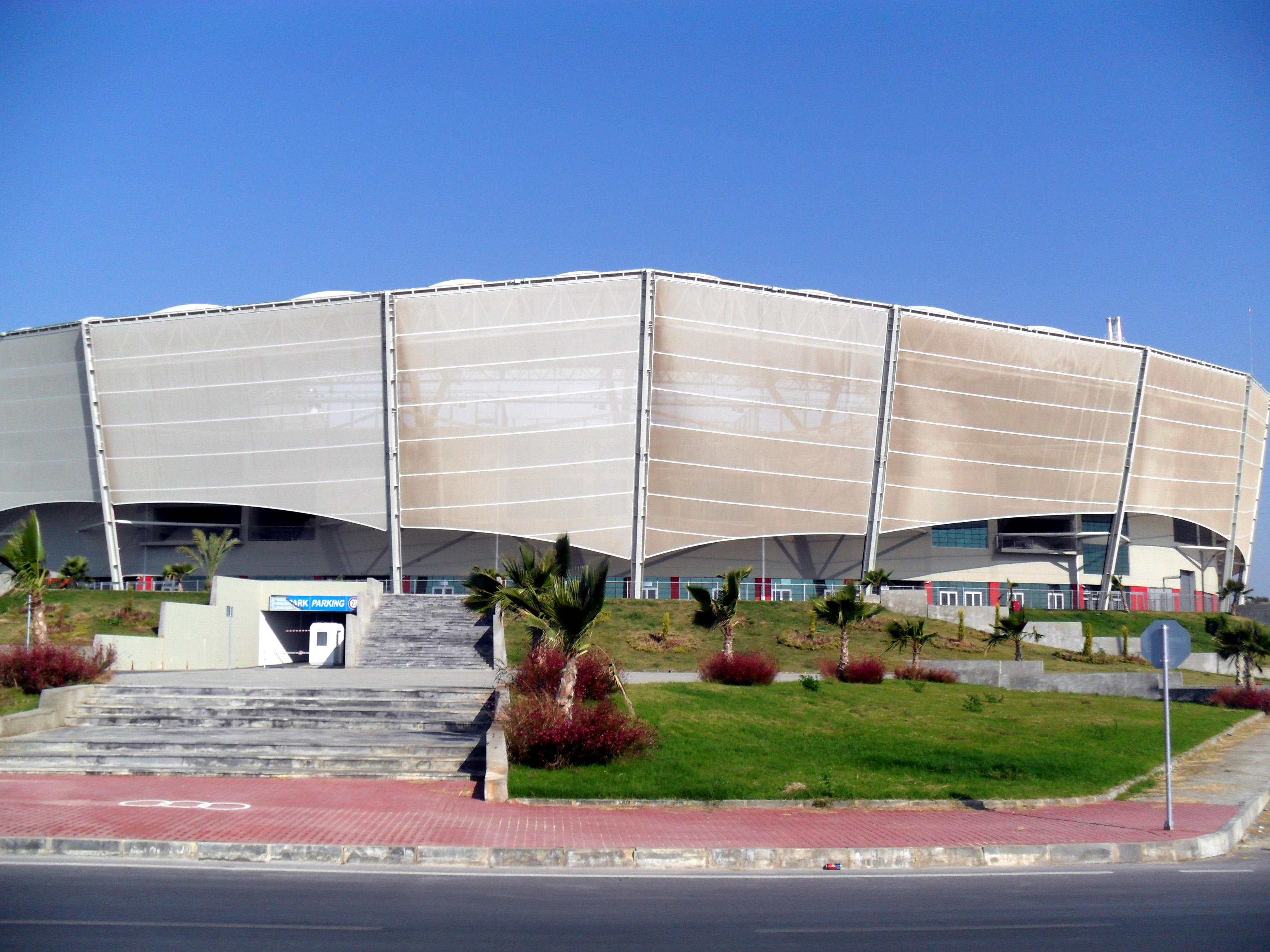